# Hamam Sibah
De Hamam Sibah of het Historisch Bad van Sibah (Perzisch: حمام سیبه) is een historisch hamamcomplex, daterend uit het Sassanidentijdperk, gelegen in het zuiden van Iran, in de buurt van de Straat van Hormuz.
De bouwwerken en ruïnes van de historische Hamam Sibah bevinden zich in het District Kukherd (Perzisch: ) in de provincie Hormozgan. Zij staan onder het bestuur van de stad Bastak. De oude baden zijn een archeologische site waar Sassanidische architectuur te zien is. 
De openbare baden van Hamam Sibah werden gebouwd op een locatie waar natuurlijke warmwaterbronnen aanwezig waren. Zulke openbare baden werden gebouwd om als plaatsen van rust en ontspanning te dienen. De baden werden gebruikt door regeringsfunctionarissen, kooplieden uit nabijgelegen zeehavens en karavaanroutes, en gewone burgers. Moderne openbare baden in de buurt maken waarschijnlijk van hetzelfde geneeskrachtige water gebruik.
Sommige tellaks boden de baders ook geneeskrachtige behandelingen aan, met behulp van geneeskrachtige kruiden en etherische oliën. Deze zalven werden algemeen gebruikt voor het verlichten van gewrichtspijn en behandeling van huidziekten.